# Antoine-Marie Chazallon
Pour les articles homonymes, voir Chazallon.
Antoine Marie Rémi Chazallon, né le 17 nivôse an X (7 janvier 1802) à Désaignes (Ardèche) où il est mort le 23 décembre 1872, est un ingénieur hydrographe et homme politique français.
Sorti de l'École polytechnique en 1824, il devient ingénieur hydrographe au Dépôt des Cartes et plans de la Marine et participe à la réalisation du « pilote français ». Il est à l'initiative de l'annuaire des marées de France. Il est élu député de l'Ardèche de 1848 à 1849, siégeant avec les républicains modérés.

## Biographie
Antoine-Marie-Rémi Chazallon naît le 7 janvier 1802 à Désaignes, en Ardèche. Il est le fils d’Étienne Chazallon et de Marguerite Patouillard.
Il entre à l'École polytechnique en 1822 et en sort ingénieur hydrographe en 1824. Il travaille alors aux côtés de Beautemps-Beaupré à la levée des côtes de l'Atlantique et de la Manche.
Élu député de l'Ardèche en 1848, il n'est pas réélu par la suite.
Spécialiste de l'étude des marées, il est l'inventeur du marégraphe et édita de 1838 à 1862 l'Annuaire des marées des côtes de France.
Correspondant de l'Académie des sciences (juillet 1869), il prend sa retraite en janvier 1861. Il meurt le 23 décembre 1872 à Désaignes, sa ville natale.

## Distinctions
- Chevalier de la Légion d'honneur (décret du 28 avril 1842)
- Officier de la Légion d'honneur (décret du 13 août 1869)[4]

## Œuvres
- Mémoire sur les divers moyens de se procurer une base par la mesure directe, par la vitesse du son, par des observations astronomiques. Description d'un nouvel instrument pour mesurer la vitesse du vent et formules relatives à la résolution des triangles géodésiques, Paris : Impr. royale, 1837
- Annuaire des marées des côtes de France pour l'an..., Paris : Imprimerie nationale, 1839-1862
- Détermination des diverses ondes de la marée, Paris : impr. de P. Dupont, 1852